# Esparavel

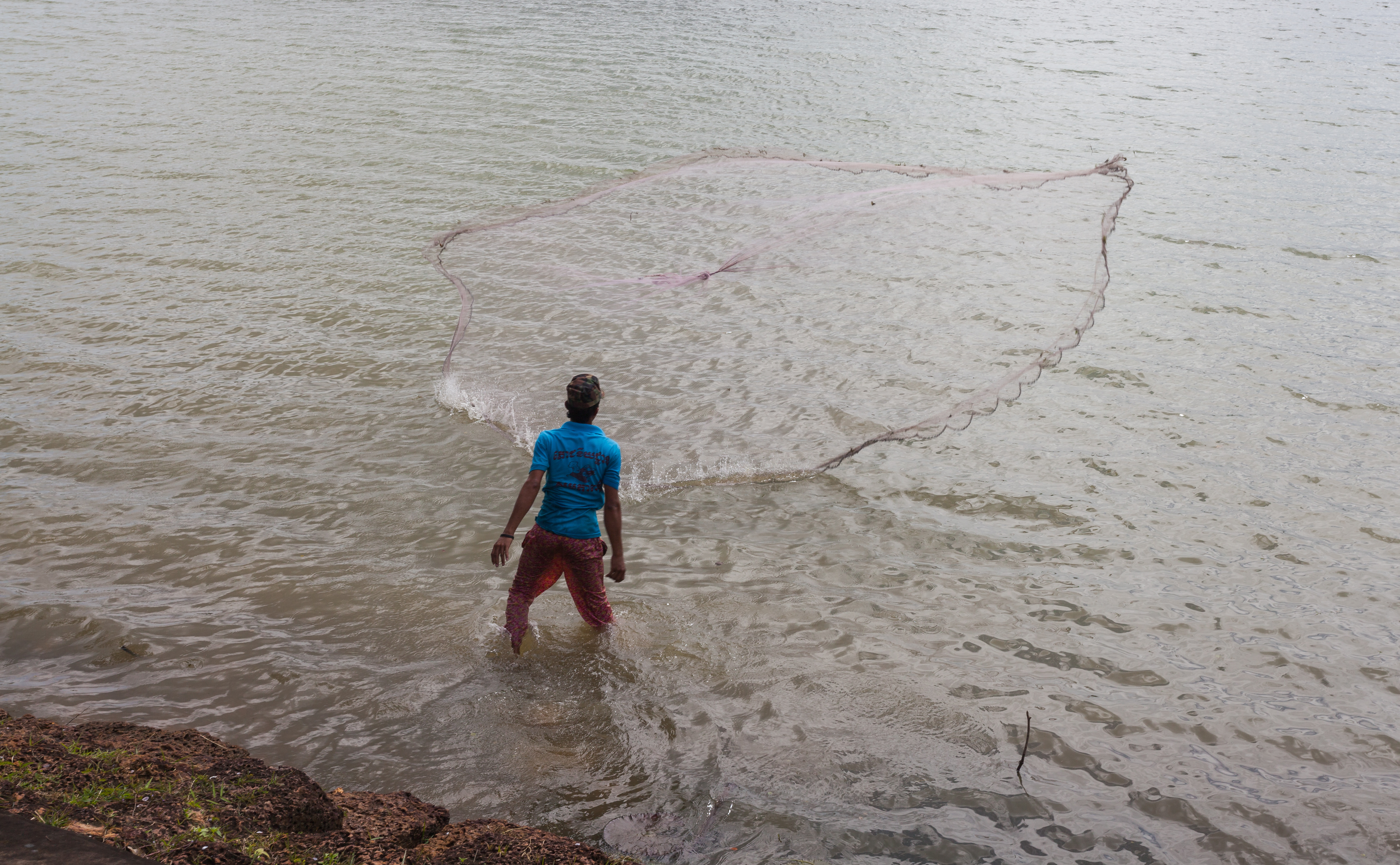
Pescador en Camboya lanzando el esparavel.

El esparavel, o atarraya, es un tipo de red de pesca que se lanza a mano. Es común en muchos parajes[¿dónde?] y recibe nombres como tarraya, atarraya, rallo o rail. 
Los pescadores de los ríos frecuentemente lo usan por su cómoda figura y su facilidad de manejo en las orillas del agua, por tanto, se utiliza a pie enjuto (descalzándose), o bien, con embarcación, pero siempre en lugares donde regularmente no se excede de tres, cuatro o, como máximo, cinco palmos de agua, es decir, solo es aplicable cuando el pescador llega a ver los peces a través del poco fondo.
El arte tan común o tan familiar en las costas de mar y orillas de los ríos, jamás podrá llamarse <<pesquera de gran consideración>> por su tenue producto, pero a pesar de esta circunstancia, se sigue utilizando.

## Uso del esparavel

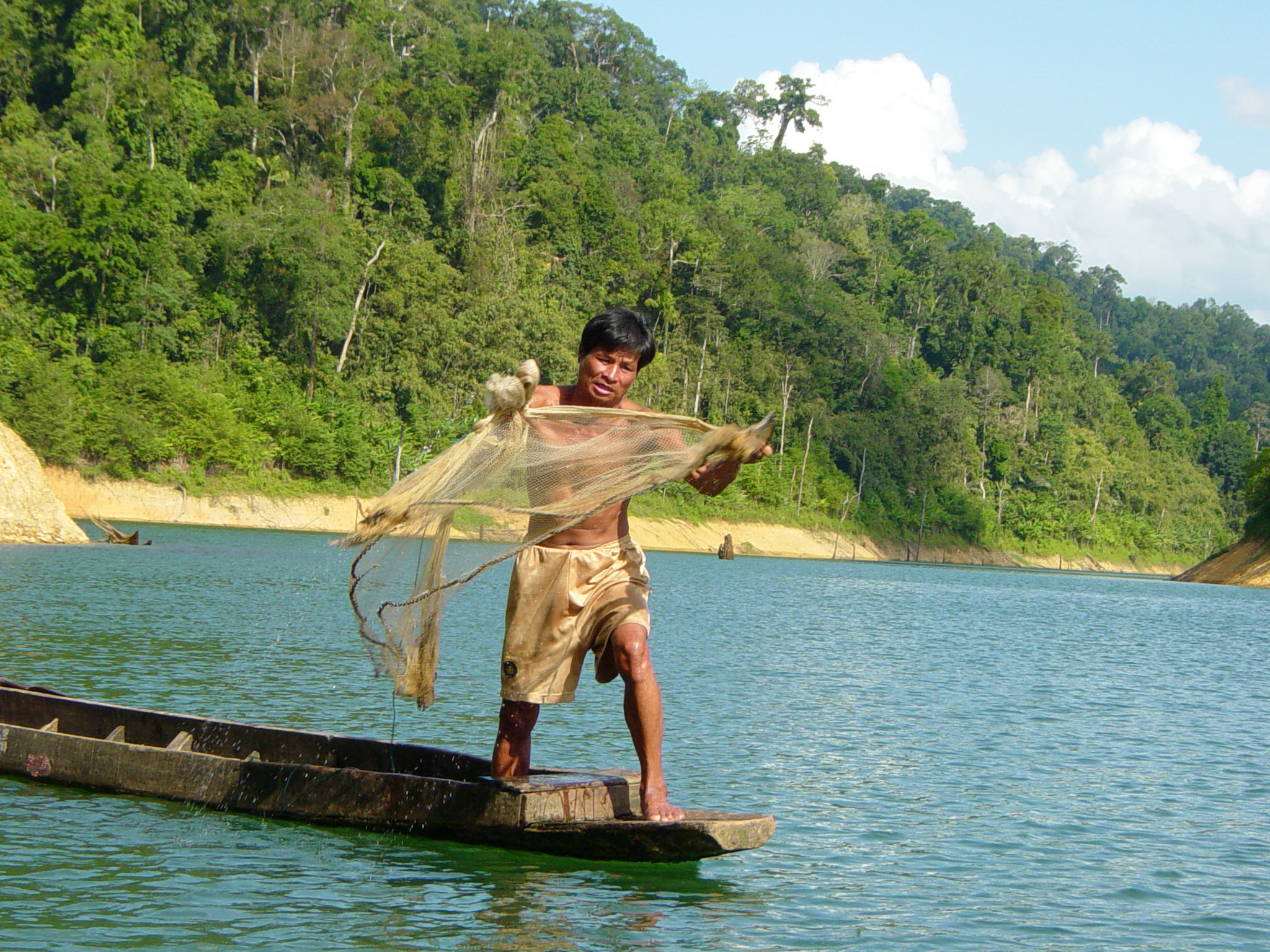
Preparación del lanzamiento

El uso del esparavel para la pesca se ejecuta del siguiente modo: En primer lugar, se asegura la gaza del cordel en la muñeca de la mano izquierda. En segundo lugar, el cordel se recoge en esta misma mano con varias vueltas. Hecho esto, se toma la red a modo de madeja, y se le da también dos o tres vueltas en la misma mano por la parte de la corona, pero muy flojas. Y con el cordel que resta, se dan dos o tres sacudidas en el aire para que, en caso de estarlo, se desenrede. De esta parte, toma con los dientes uno de los plomos y con la mano derecha recoge en pliegues como una tercera parte, de manera que entre ambas manos y los dientes, tiene preparada o dispuesta la acción y con ayuda del cuerpo para regular el tiro, arroja el artilugio hacia la parte de la misma mano, y dirige el impulso para que la red caiga encima de los peces que descubrió en el agua o en el fondo. Cuando llega este caso, al ser arrojado con fuerza, se abre el esparavel en el aire formando una rueda y cae horizontalmente de la misma forma sobre los peces.

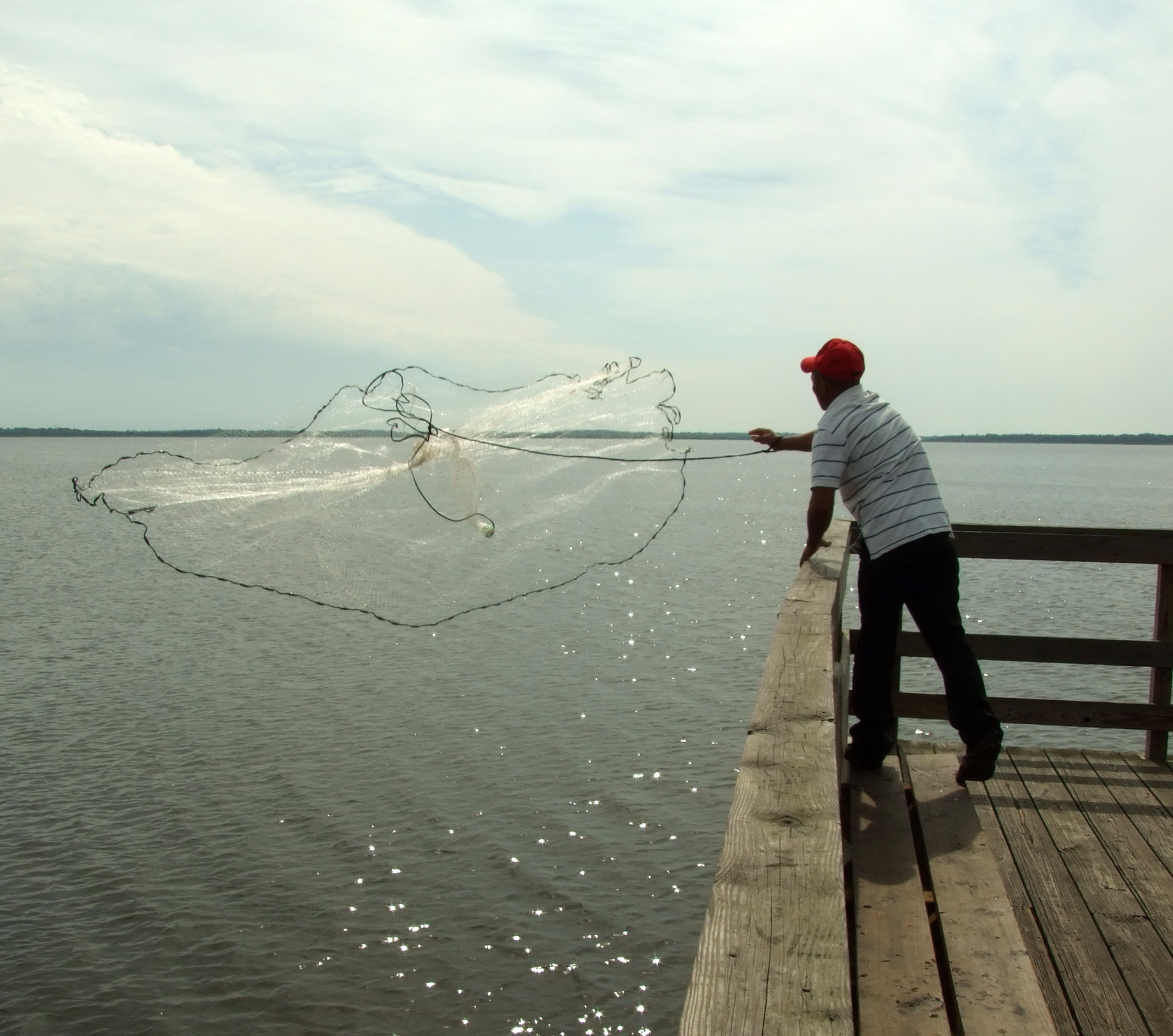
Pescador lanzando un esparavel desde tierra

Conviene advertir que, la postura que el pescador adquiere para el tiro supone la preparación de la red en los términos que se explican. Una vez ejecutado, queda con ambos brazos levantados, y suelta el cordel para que siga el tiro de la red. Como la red es pesada, la mayor parte de las vueltas del cordel que están recogidas en la mano izquierda se sueltan, pero se conserva el cabo para volver a por él una vez obtenida la pesca; puesto que, tirando de la red una vez llega al suelo, se balancea a un lado y al otro para que se junten los plomos de todo el ruedo del esparavel, y así se verifica que la bolsa abraza y retiene los peces que recogió en su radio de amplitud. 
Cuando los pescadores caminan por las orillas del agua, ya sea en el mar o en el río, descubren peces en algunos de los muchos parajes en los que suelen amontonarse por haber allí algunos gusanillos u otros insectos que aparecen, o bien, porque los pescadores echan a propósito algunos cebos, que oportunamente los atraen logrando mejores lances.

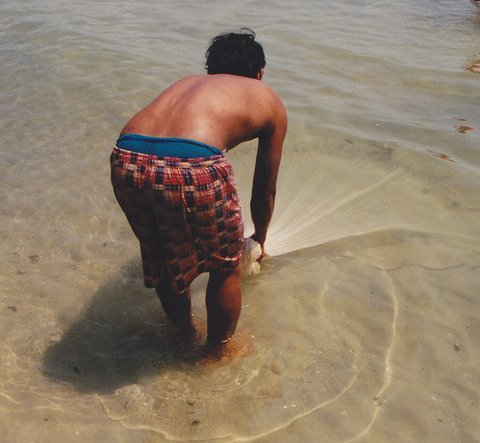
Recogida de la red

Aquellos que solo se dedican a la pesca del esparavel van con poca ropa: descalzos de pie y pierna. Pero llevan delante una piel que les protege del agua y les facilita el tiro de la red. Además, es una ventaja que evita que se enrede o enganche en algún botón de la armilla o chupa, esta ha sido una circunstancia funesta para algunos poco precavidos ya que se han dado casos de haberse caído al agua en el lanzamiento del esparavel.

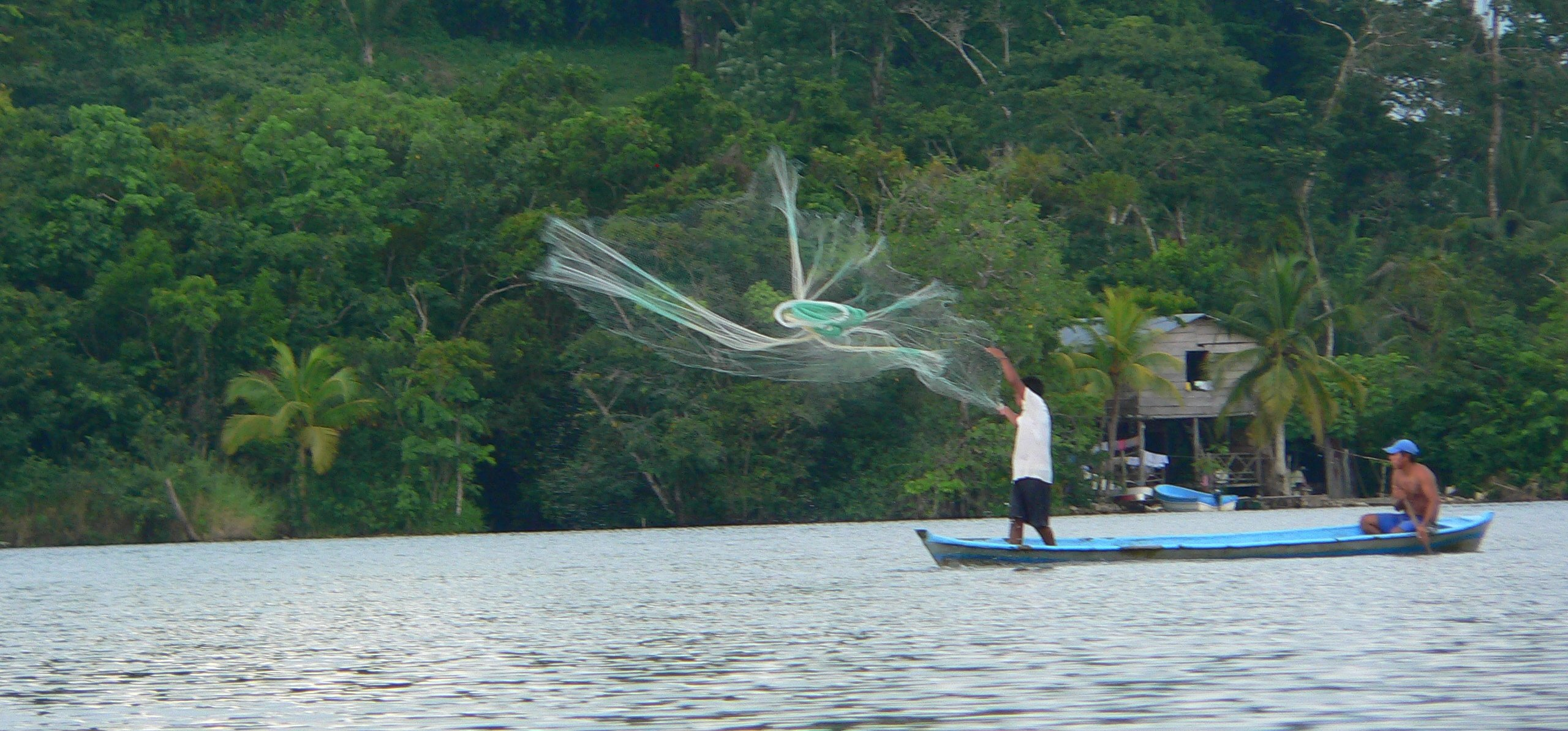
Lanzamiento del esparavel desde un barco

Esta destreza puede realizarse también con embarcación. Por una parte, en el mar ha de ser un bote o barco pequeño en el que cale poca agua, por otra parte, las barcas que se emplean en los ríos, conviene que sean pequeñas y planudas para que puedan navegar en muy poco fondo. Para emprender la pesca, se juntan en la embarcación dos hombres. Además, para practicarla en el mar, es menester que el tiempo esté muy sereno y las aguas estén en calma, además de haber mucha claridad en las aguas, que es un hecho indispensable para que se puedan ver los peces y particularmente aquellos que por su naturaleza siempre nadan pegados al fondo, especialmente si es un lamedal. Uno de los dos pescadores se coloca en la popa del barco y empuña los dos remos, y con ellos, se dirige hacia la parte que su compañero le indica, que está en la proa con el esparavel ya preparado para realizar el tiro. 

## Fabricación artesanal de la red

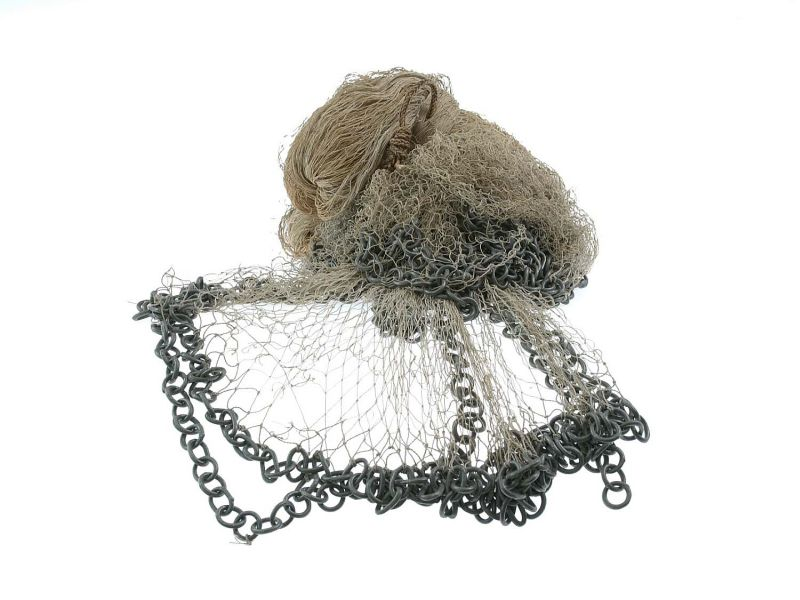
Red del siglo XIX

Su composición es muy difícil y exige particular destreza: se reduce a una red redonda de hilo de cáñamo o de lino, pero muy delgado, que se enlaza o anuda con doce docenas de mallas en ruedo. Cuando se fabrica para pescar en el mar, se echa la malla de una pulgada de grosor, pero para los ríos es casi la mitad, aunque a veces también se utiliza la malla de una pulgada, según el tamaño de los peces que se intenta coger y la altura del agua, ya que, si la malla es pequeña y hay mucho fondo, tardaría en llegar a él. 
A estas doce docenas de mallas en ruedo se les da el nombre de Corona. Después de enlazarla una primera vez, se vuelve a enlazar bajo el mismo orden con el propio molde, pero con la diferencia de que, en cada cuatro mallas, lateralmente contadas, se dobla una, siempre aquella que le sigue en dirección al ruedo, para dar forma a la red, y así, al contraerse tenga un diseño circular y al completo tenga el aspecto de un abanico redondo. Este método se continúa hasta la parte final, a la que llaman Capa de la red.
Una vez hecha la capa, se sigue poniendo doble el último orden de mallas y sobre ellas, con el propio molde se continúa enlazando sin acrecer o aumentar, pero se utiliza hilo más grueso a lo largo de palmo y medio, que es la última parte o remate del ruedo del esparavel, en conclusión, fenece la malla con dos pasadas de aguja, que es lo mismo que utilizar el hilo doblado. Esta última parte de mallas reducida a palmo y medio se llama la bolsa y es donde se recoge el pescado cuando el pescador cobra o tira del esparavel.
A continuación, tras haber acabado la red, se forma de seis hilos de  bramante una especie de cuerda sin torcer, en la cual se van enfilando los plomos. Estos, para una pesca correcta, se vacían en un molde largo y angosto de barro o de bronce, de manera que salen como el caño de una pipa de fumar, pero con la abertura más grande, de modo que pasa de una parte a otra la pequeña cuerda de los seis hilos de bramante.  
Tras haber enfilado los plomos en la cuerda, se empieza a armar el esparavel al igual que cualquier otra red, tomando de seis en seis mallas para formar las casillas. En cada una de ellas se coloca un plomo, quedando solo una pequeña distancia de uno a otro. Los plomos son todos de una pieza y tienen la forma de un canutillo, por esto no es fácil quitarlos y ponerlos como cuando están abiertos. En algunas ocasiones se han desgastado al ser usados en los esparaveles, cuando esto ocurre, se arma de cinco en cinco mallas y se añade una libra o más de plomo, según convenga. 
Una vez acabada esta maniobra, se empieza a tomar el hilo, que forma la armadura de cada casilla por el medio, y se dejan o bien, tres mallas en cada parte, o bien, si se arman de cinco en cinco y se dejan dos a un lado y tres a otro. En el centro de la armadura de cada casilla, se ata otro hilo al que llaman hilo de bolecha, que está compuesto de dos cabos y con él hacen un nudo que nombran plano. Este se aprieta al máximo posible y se ata en las mallas dobles para que no sirva de tropiezo ni se enganche la red. Seguidamente se ata también en los ángulos de todo el ruedo y en la parte que forma la bolsa para que la tensión de las ondas o pasadas del cordel, hagan que toda la circunferencia se incline hacia el centro para cerrarse, sin que el contrapeso de los plomos oponga, gravitatoriamente, la fuerza que opondría si no hubiese dichos cordeles atados del modo que se ha descrito. Los cordeles mencionados, contribuyen también a sostener los plomos cuando el esparavel está cerrado sin que se descubran en la parte inferior de la red.

## Esparavel de arillo
Hemos hablado de un tipo de esparavel, que es el más común. Aunque existe otro, que, aunque en cuanto a las dimensiones de la red, mallas y plomos sea lo mismo, la armadura es absolutamente diferente y compleja pero tan ingeniosa que asegura mucho la pesca y a pesar de no tener bolsa, abre toda la amplitud de su círculo y a la hora de recuperar o recoger el esparavel, no hay tanto peligro de que se rasgue, aunque se arroje o eche sobre pedregal o peña viva, pues se construye para todos parajes, además, semejante armadura es, sin comparación, más permanente.
La diferencia no consiste en la tela de la red, sino en que la capa continua siempre creciente, ya que como la parte que se llama bolsa es muy diferente, el esparavel de arillo no necesita la misma disposición que el común.
La fabricación de la armadura del esparavel de arillo consiste en el paso los pequeños cordeles por el arillo, que se unen en un centro común, donde se atan todos. El arillo en su diámetro no excede de un palmo. Se forma a partir de una vara flexible a la que se le quita la corteza, se alisa bien y se cuida asimismo que las ataduras que unen ambos extremos de la vara estén completamente firmes y se renueven con frecuencia, ya que, al mojarse por el continuo uso, se pudren y se rompen con facilidad.
Al igual que en el esparavel común, los pequeños cordeles interiores que forman la bolsa están atados en el centro de las casillas hasta las mallas dobles, pero el esparavel de arillo, hay atado un cordel en cada nudo o parte lateral de las casillas y alrededor de toda su circunferencia. En el centro se forma algo parecido a una gaza, se anudan dichos cordeles que pasan por el centro del círculo o arillo y se juntan en su punto de atadura.
Este esparavel, en toda su largura presenta una figura cónica en cuya disposición se descubren por la parte de abajo todos los plomos, cosa que no sucede con el esparavel común, porque están concentrados en la bolsa. El cordel se compone de cáñamo de tres cordones y su largo consiste normalmente en tres o cuatro brazas. Cuando el pescador arroja este esparavel de arillo, intenta levantarlo con los peces que atrapó.  

### Uso del esparavel de arillo
El modo de usar el esparavel de arillo se reduce a empalmar en la mana izquierda el cordel de la misma manera que el anterior mencionado, el esparavel común. En cuanto al ruedo de los plomos se toma asimismo una parte con los dientes en la conformidad que ofrece el pescador. Este, recoge su esparavel en el que se ven los pequeños cordeles reunidos y los comprime, de modo que el arillo se abolsa lo largo de la red hacia la parte inferior, donde están encerrados los peces.